# Стойо Лазаров
Стойо Лазаров Сланчев е български учител и революционер, деец на Вътрешната македоно-одринска революционна организация.

## Биография
Стойо Лазаров е роден в 1878 година в разложкото село Годлево, което тогава е в Османската империя. Учи в Годлево и Банско и става учител в родното си село и в Якоруда. В 1896 година влиза във ВМОРО, като разширява мрежата на организацията в Разлога. В 1903 година е убит от засада от властите в местността Света Неделя край Годлево. На лобното му място по-късно са построени параклис и паметник.